# سحلية دودية بيضاء
سحلية دودية بيضاء أو سحدودة بيضاء (الاسم العلمي: Amphisbaena alba) هي نوع من الزواحف يتبع جنس السحلية الدودية من الفصيلة السحالي الدودية.